# سوني إكسبيريا E1
سوني إكسبيريا E1 (بالإنجليزية: Sony Xperia E1)‏ هو هاتف ذكي من سوني موبايل كوميونيكيشنز يعمل بنظام أندرويد، تم طرحه في الأسواق في 14 يناير 2014 قبل 4 أشهر.

## الخصائص
- نظام التشغيل: أندرويد
- الكاميرا الخلفية: 3.15 ميجابكسل
- الشاشة: إل سي دي
- الوزن: 120 غ (4.23 أونصة)
- المعالج: 1.2 جيجا هرتز ثنائي النواة
- الذاكرة: 512 ميجابايت رام
- التخزين: 4 جيجابايت